# Gustav Pexidr
Gustav Pexidr (gdjegdje Gustav Pexidr-Srića; Osijek, 18. veljače 1859. – Novi Vinodolski, 12. travnja 1931.), hrvatski kemičar i profesor.
Pexidr je imenovan 1879. godine profesorom opće, agrikulturne i analitičke kemije na Kraljevskomu gospodarskom i šumarskomu učilištu u Križevcima. Od 1890. do 1897. bio je učilišnim ravnateljem. Vodio je i laboratorij, za koji je tijekom njegovoga ravnateljevanja izgrađena nova zgrada. Poslije djeluje u rodnomu gradu kao profesor i ravnatelj osječke gimnazije.
Pexidr se protivio uvođenju srbizama i turcizama u hrvatski jezik, istodobno zauzimajući stajalište protiv pohrvaćivanja "strogo kemijskog nazivlja". U polemici s Mojom Medićem je rekao kako učen čovjek ne smije pisati po staroj pučkoj izrjeci "Piši kako narod govori", već po onoj "Piši po ustima naroda i po knjizi, kao što izobražen čovjek ima misliti i pisati".
Pexidr je bio članom Školskoga odbora, tj. njegova pododbora za rad na ustrojstvu i tvorbi hrvatskoga znanstvenog nazivlja. Odbor je bio utemeljen 1862. nakon pada apsolutizma u Hrvatskoj.

## Vanjske poveznice
- Osobnik Gustava Pexidra na Imeniku hrvatskih šumara